# Benetússer
Benetússer è un comune spagnolo di 13 425 abitanti situato nella comunità autonoma Valenciana.